# Seaward Rock
Der Seaward Rock (englisch für Seewärtsfelsen) ist eine kleine Felseninsel in der Bay of Isles an der Nordküste Südgeorgiens, knapp 60 Meter nördlich von Mollyhawk Island. Er ist die nördlichste und dem Südatlantik nächste Insel aus der Gruppe, die der Bay of Isles ihren Namen gab.
Der US-amerikanische Ornithologe Robert Cushman Murphy kartierte den Felsen bei seiner Reise mit der Brigg Daisy (1912–1913). Wahrscheinlich benannten ihn Wissenschaftler der britischen Discovery Investigations, die von 1929 bis 1930 geodätische Vermessungen der Bucht vornahmen.